# K-19 : Le Piège des profondeurs
Pour les articles homonymes, voir K19.
Pour le sous-marin ayant inspiré le film, voir K-19.
Pour plus de détails, voir Fiche technique et Distribution.
K-19 : Le Piège des profondeurs ou K-19 : Terreur sous la mer au Québec (K-19: The Widowmaker) est un film germano-canado-britannico-américain réalisé par Kathryn Bigelow et sorti en 2002.
Inspiré de faits réels liés au K-19, un sous-marin nucléaire lanceur d'engins soviétique, le film reçoit des critiques partagées et subit un échec cuisant au box-office.

## Synopsis

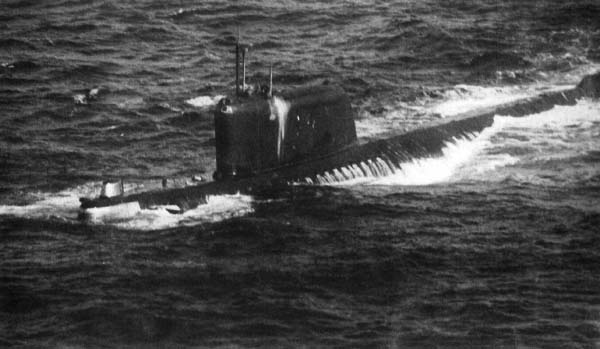
Le K-19 réel.

Un cartouche précise que cette histoire est restée secrète pendant 28 ans.
En 1961, les Américains ont placé leurs sous-marins nucléaires lanceurs de missiles à portée de Moscou et de Leningrad. Pour contrer cette menace, la Marine soviétique achève à la va-vite la construction du sous-marin K-19, deuxième sous-marin nucléaire lanceur d'engins de la classe Hotel (code OTAN / Projet 658) et premier sous-marin soviétique à être équipé de missiles balistiques R-13.
Le commandant Mikhail Polenine (Liam Neeson) étant jugé trop laxiste (il considère que les délais demandés pour la construction du sous-marin sont irréalisables) et trop proche de ses hommes par rapport aux intérêts du Parti communiste, il est rétrogradé commandant en second et remplacé au poste de commandement par le commandant Alexei Vostrikov (Harrison Ford), réputé plus dur, plus idéologue et respectant les délais.
Le bâtiment appareille dans des conditions difficiles : neuf ouvriers et le médecin de bord sont morts pendant le chantier, les problèmes techniques ne sont pas tous réglés, certains appareils de contrôles n'ont pas été installés faute de temps et l'équipe chargée du réacteur nucléaire ne dispose pas des bonnes combinaisons pour intervenir en cas de problème. Un de ses membres s’inquiète rapidement de problèmes de pressions dans le réacteur (les aiguilles des appareils de mesure bougeant quand quelqu'un tapote sur la vitre). Après avoir mené toute une série d'exercices éprouvants, allant jusqu'à la limite d'immersion du submersible, le capitaine Vostrikov fait surface dans le cercle Arctique et procède au lancement d'un missile non-équipé de sa charge nucléaire, afin de prouver aux Américains que les deux pays sont désormais sur un pied d'égalité.
Félicitant l'équipage de cette réussite, l'état-major de la marine soviétique ordonne au K-19 d'effectuer une « permanence missile » au large de la côte est des États-Unis, à portée de New York et de Washington, DC. Mais alors que le sous-marin fait route, une fuite de liquide sur le circuit primaire de refroidissement se produit dans la zone confinée du réacteur nucléaire no 2. Six hommes vont alors se relayer au-dessus de la zone confinée pour y faire venir une partie des 30 tonnes d'eau douce embarquées à bord et ainsi faire redescendre la température du cœur (qui est alors de 975 °C). Intervention qui nécessite un circuit de dérivation et des soudures en zone exposée. Cette solution permet de diminuer la température mais les intervenants sont gravement irradiés, le magasin de la base navale n'ayant pas fourni les bonnes combinaisons de protection (ils ne possèdent que des protections chimiques). Dans le même temps, la fuite entraine une augmentation de la radioactivité dans tous les compartiments du sous-marin, à des degrés différents et les vivres sont contaminés. Le capitaine ordonne aux marins de prendre l'air en surface.
Le sous-marin fait alors demi-tour en direction de l'URSS et est repéré par un escorteur de la marine américaine qui décide de le suivre sans l'attaquer. Un hélicoptère survole le sous marin alors que les marins sont encore sur le pont extérieur. Une aide est proposée par radio mais le capitaine soviétique la refuse en donnant l'ordre de répondre que « ses marins prennent l'air ». C'est alors que la fuite reprend dans le compartiment du réacteur. Pendant une plongée, qui pourrait être l'ultime, le chef de la zone confinée, le lieutenant Vadim Radtchenko (Peter Sarsgaard), entre alors et répare la fuite. Il y parvient mais sera mortellement irradié. La température diminue de nouveau et les marins sont finalement recueillis par un autre submersible soviétique, venu au secours de l'infortuné K-19, la manœuvre se faisant sous les yeux du navire américain. Le K-19 est remorqué et ses hommes ramenés à terre.
Le capitaine Vostrikov passe alors devant la justice militaire, mais, grandement soutenu par Mikhail Polenine (Liam Neeson), il est finalement acquitté. La fin du film se déroule en 1989, le jour même de la chute du mur de Berlin. Tous les survivants, les capitaines Vostrikov et Polenine compris, se retrouvent alors dans un cimetière moscovite pour pleurer leurs morts, ce qui leur était interdit jusqu'alors par le serment de garder le silence sur cette affaire.

## Fiche technique
Sauf indication contraire, les informations mentionnées dans cette section peuvent être confirmées par la base de données cinématographiques IMDb,  présente dans la section « Liens externes ».
- Titre original : K-19: The Widowmaker
- Titre français : K-19 : Le Piège des profondeurs
- Titre québécois : K-19 : Terreur sous la mer
- Réalisation : Kathryn Bigelow
- Scénario : Christopher Kyle, avec la participation non créditée de Tom Stoppard[1], d'après une histoire de Louis Nowra (en)
- Musique : Klaus Badelt
  - Musique additionnelle : Ramin Djawadi, Blake Neely et Geoff Zanelli
- Photographie : Jeff Cronenweth
- Montage : Walter Murch
- Producteurs : Kathryn Bigelow, Edward S.Feldman et Christine Whitaker
- Producteur exécutif : Harrison Ford
- Budget : 100 000 000 $[2]
- Sociétés de production : First Light Production, IMF Internationale Medien und Film GmbH & Co. 2. Produktions KG, Intermedia Films, Palomar Pictures, Touchstone Pictures (non crédité), avec la participation de National Geographic Society et New Regency Productions
- Sociétés de distribution : Paramount Pictures (États-Unis), United International Pictures (France)
- Pays de production :  États-Unis,  Royaume-Uni,  Allemagne,  Canada
- Langues originales : anglais, russe
- Format : Couleurs - 2,35:1 - 35 mm - son Dolby
- Genre : drame, historique, thriller, guerre
- Durée : 138 minutes
- Dates de sortie[3] :
  - États-Unis : 19 juillet 2002
  - France : 18 septembre 2002

## Distribution
Légende : Version Française = VF et Version Québécoise = VQ
- Harrison Ford (VF : Richard Darbois et VQ : Mario Desmarais) : le capitaine Alexei Vostrikov, commandant du K-19 (inspiré de Nikolaï Vladimirovitch Zateïev)
- Liam Neeson (VF : Daniel Beretta et VQ : Éric Gaudry) : le capitaine Mikhail Polenin, commandant en second du K-19 (inspiré de Vassili Arkhipov)
- Peter Sarsgaard (VF : Damien Boisseau et VQ : Patrice Dubois) : le lieutenant Vadim Ratchenko, chef de la tranche réacteur
- Christian Camargo : Pavel, affecté à la tranche réacteur
- Ingvar E. Sigurðsson : Gorelov, ingénieur en chef
- Joss Ackland (VQ : Yves Massicotte) : Marshal Zelentsov
- Shaun Benson : Leonid Pashinski
- Tygh Runyan : Maxim Portenko
- Ravil Isyanov (VQ : Jacques Lavallée) : Suslov, commissaire politique du K-19
- George Anton (VQ : Alain Sauvage) : Konstantin Poliansky
- Steve Nicolson (VQ : Marc Bellier) : Yuri Demichev
- John Shrapnel (VF : Gérard Dessalles et VQ : Hubert Gagnon) : l'amiral Bratyeev
- Lev Prygunov (VQ : Jacques Brouillet) : Ivan Vershinin
- Donald Sumpter (VQ : Jean-Marie Moncelet) : Dr Gennadi Savran
- Sam Spruell : Dmitri

## Production

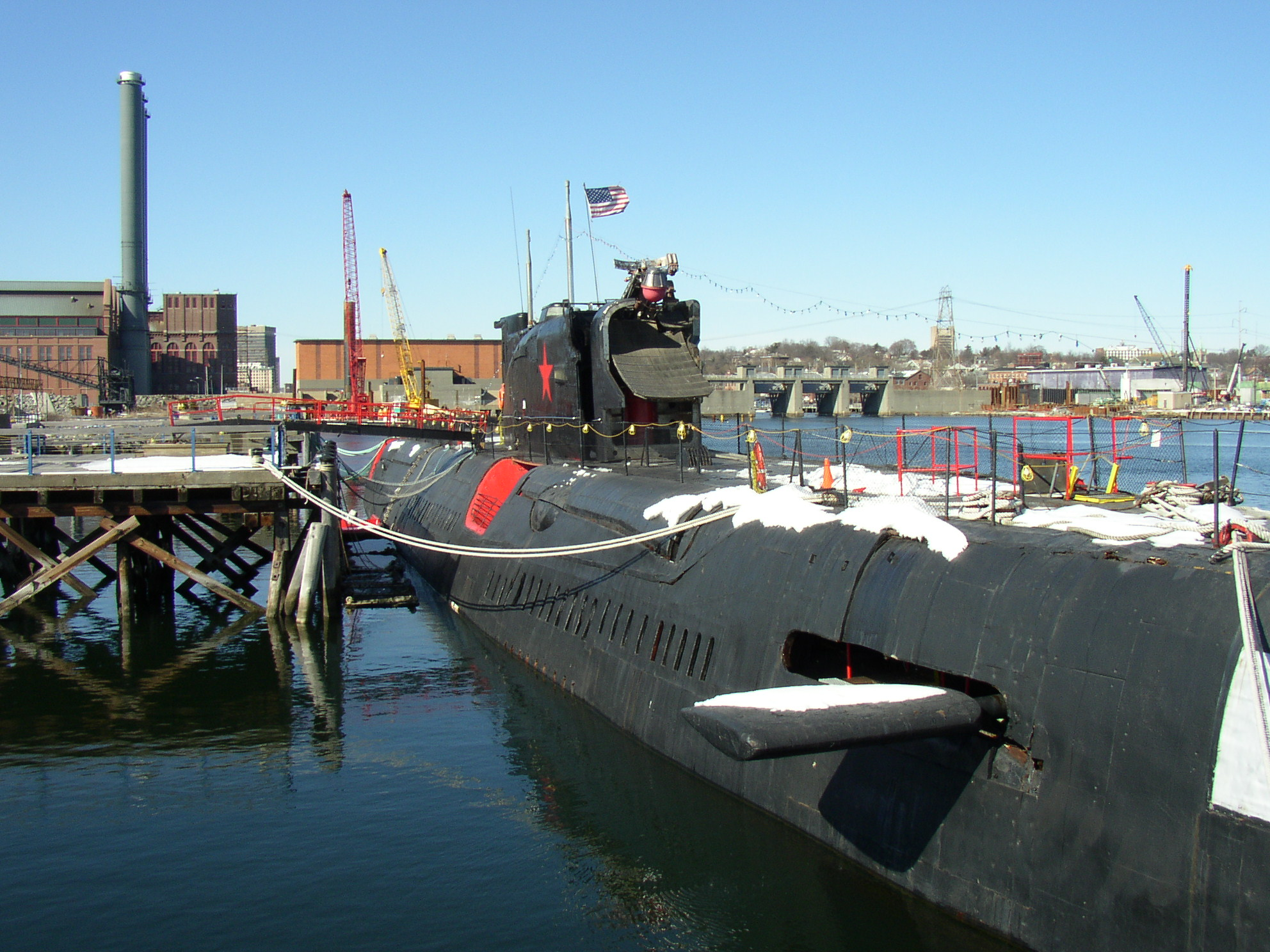
Le sous-marin K-77 sert de décor pour recréer le K-19.

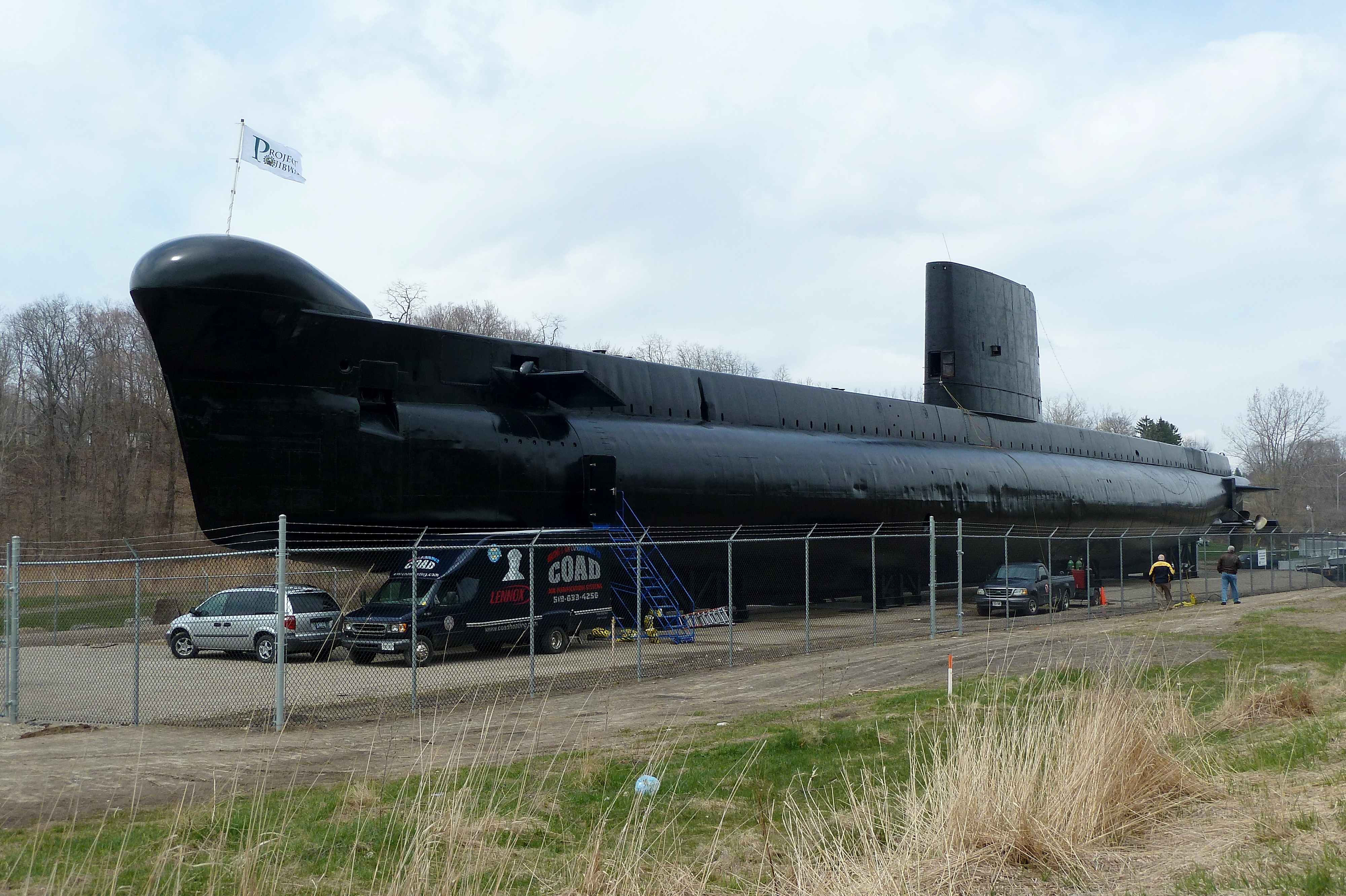
Le.

Le scénario est écrit par Christopher Kyle. Tom Stoppard intervient comme script doctor, mais n'est pas crédité au générique. Harrison Ford, qui officie également comme producteur, a été très vite séduit par le projet :

« Le projet m'a tout de suite intéressé par son approche de la Guerre froide. Aucun film hollywoodien n'avait, à ma connaissance, exprimé le point de vue russe sur ce conflit. Il n'y a dans cette histoire ni bons, ni méchants, et aucune prise de position politique. Notre but a été simplement de permettre au public d'apprécier ceux qui servirent à bord du K-19. Ces gens aux personnalités très diverses s'unirent pour faire face au danger, avec un héroïsme et une abnégation admirables. Ils firent, tout simplement, leur devoir. »

Le tournage a lieu au Canada dans plusieurs provinces (Gimli, Winnipeg, Halifax, Toronto), dans les Pinewood Studios en Angleterre, en Russie notamment à Moscou et à Saint-Pétersbourg en décembre 2000 . L'équipe est autorisée à tourner sur une base militaire russe sur la Péninsule de Kola, une première pour des Occidentaux. Un ancien commandant de sous-marin et un conseiller naval russes ont par ailleurs servi de consultants sur le tournage.
Le sous-marin utilisé dans le film pour recréer le K-19 est le K-77 de classe Juliett. Le NCSM Ojibwa sert pour le sous-marin soviétique de classe Whiskey, le S-270, alors que le NCSM Terra Nova est censé être le USS Decatur.

## Accueil

### Critiques
Le film reçoit des critiques partagées. Sur l'agrégateur américain Rotten Tomatoes, il récolte 61 % d'opinions favorables pour 170 critiques et une note moyenne de 6,1⁄10. Le site résumé ces critiques avec ce consensus : « Un drame captivant même si les cinéastes ont pris des libertés avec les faits ». Sur Metacritic, il obtient une note moyenne de 58⁄100 pour 35 critiques.
En France, le film obtient une note moyenne de 3,3⁄5 sur le site Allociné, qui recense 20 titres de presse.
Le film a divisé les critiques en Russie. Là où le gouvernement russe, ainsi que l'armée, acclamait le film pour sa fidélité aux faits historiques ainsi que son hommage aux sous-mariniers du K-19, le peuple russe était assez mécontent, jugeant que le film aurait dû être réalisé par des Russes.[réf. souhaitée]

### Box-office
Le film est un échec au box-office. Il ne récolte qu'un peu plus de 65 millions de dollars, bien en dessous des 100 millions de dollars de son budget de production.
| Pays ou région    | Box-office      | Date d'arrêt du box-office | Nombre de semaines |
| ----------------- | --------------- | -------------------------- | ------------------ |
| États-Unis Canada | 35 168 966 $    | 24 octobre 2002            | 14                 |
| France            | 287 529 entrées |                            | -                  |
| Total mondial     | 65 716 126 $    | -                          | -                  |